# Associazione Giovanile Nocerina 1928-1929
Questa pagina raccoglie i dati riguardanti la società calcistica italiana Associazione Giovanile Nocerina nelle competizioni ufficiali della stagione 1928-1929.

## Rosa
| N. |                   | Ruolo | Calciatore       |
| -- | ----------------- | ----- | ---------------- |
|    | Italia (bandiera) | C     | Accarino         |
|    | Italia (bandiera) | P     | Vittorio Alfieri |
|    | Italia (bandiera) | C     | Armando Bertagni |
|    | Italia (bandiera) | A     | Casione          |
|    | Italia (bandiera) | D     | Carlo Ceresole   |
|    | Italia (bandiera) | D     | Felice Franzese  |

| N. |                   | Ruolo | Calciatore       |
| -- | ----------------- | ----- | ---------------- |
|    | Italia (bandiera) | C     | Elio Maccaferri  |
|    | Italia (bandiera) | A     | Montiglio        |
|    | Italia (bandiera) | D     | Piccolo          |
|    | Italia (bandiera) | D     | Gennaro Rescigno |
|    | Italia (bandiera) | A     | Vittorioso       |